# Duplex (vaccin)
Duplexvaccination är en vaccination bestående av vaccin mot två olika sjukdomar. I första hand används begreppet om vaccination med difteri och stelkramp, och där  används formalinbehandlade toxiner (toxoider) från difteri- och stelkrampsbakterier i behandlingen. Detta kombinationsvaccin gavs förut under barnets första levnadsår. Från och med år 1996 ges i Sverige återigen ett trippelvaccin som dessutom ger skydd mot kikhosta Behandling med duplexvaccin till vuxna ges i Sverige inte längre sedan 2001.
Dippel är ett alternativt namn på ett sådant kombinationsvaccin, och det kan även benämnas DT eller DT-vaccin efter förkortningarna för difteri och tetanus (sjukvårdslatin för stelkramp).
Begreppet duplexvaccin och duplexvaccination kan även användas om andra typer av kombinationsvaccin med två olika beståndsdelar. Bland annat har det kommit till användning i samband med mjältbrandsvaccination (av husdjur), där två olika vacciner ges samtidigt.